# Іван Сокіл
отець Іван Сокіл (2 березня 1911, Хлоп'ятин, нині Польща — 26 жовтня 1976, Снятинка) — священник, активний душпастир підпільної Української Греко-Католицької Церкви.

## Життєпис
Народився у сім'ї Григорія Сокола й Анни (Кисіль). 

### Освіта
Початкову освіту здобув у рідному селі, згодом навчався у Сокальській гімназії, а впродовж 1931–1935 років — у греко-католицькій духовній семінарії Перемишля. 
12 травня 1935 року отримав священичі свячення з рук Перемиського єпископа Йосафата Коциловського.  

### Духовна служба
1935–1936 – Устрики Долішні
1936–1938 – Перемишль
1938–1939 – Турка
1939–1942 – Шандровець
1942–1947 – Гаї Нижні 

### Діяльність
У травні 1947 року влада закрила церкву в селі Гаї Нижні через відмову пароха перейти в РПЦ.
У 1947 році працював у Стебницькому лісництві. 
Працю священника поєднував з громадською діяльністю, приділяв велику увагу вихованню національної свідомості, організовував Братства Апостольства Молитви та Найсвятішого Серця Ісусового, сприяв створенню товариств «Просвіти», працював з дітьми та молоддю.

### Переслідування
Заарештований 30 березня 1950 року УМДБ у Дрогобицькій обл. «за антирадянську діяльність». Притягнутий до кримінальної відповідальності за ст. 54-10, ч. 2 КК УРСР.
Засуджений 16 травня 1950 року судовою колегією в кримінальних справах Дрогобицького обласного суду до 25 років ВТТ і 5 років обмеження в правах без конфіскації майна (через його відсутність). Визнаний винним у тому, що, «будучи вороже настроєним до радянської влади, протягом довгого часу до 1950 року зберігав антирадянську націоналістичну літературу та провалив нелегальне богослужіння по католицькому обряду у присутності своїх близьких родичів – батьків». На цей вирок подав касаційну скаргу у Верховний суд УРСР, і справу повернули на повторний розгляд із стадії попереднього слідства.
Засуджений 31 серпня 1950 року до 10 років ВВТ і 5 років позбавлення громадянських прав з конфіскацією майна. 
Покарання відбував у таборах м. Воркута та м. Свердловськ. Зустрічався там із Миколою Чарнецьким, листувався із Йосифом Сліпим.
За постановою комісії Президії ВР СРСР 18 серпня 1956 року був звільнений з-під варти з огляду на «незначність скоєного ним злочину і відсутність шкідливих наслідків». Після звільнення виїхав у Красноярський край, куди в березні 1950 заслано його батьків і рідню (брата Зиновія та Филипа з дружиною і сестер Марію та Нимфидору).
У березні 1954 року разом з батьками повернувся в село Гаї Нижні. На той час хата родини Соколів у селі була продана радянською владою місцевому вчителю, який її завалив і побудував на тому місці нову.
З часом держава надала отцю Іванові старий будинок у селі Снятинка Дрогобицького району, який він відновив, і в 1956 році разом з родиною поселився тут.

Після повернення в Україну, не маючи можливості легально провадити священичу практику в греко-католицькому обряді, працював у колгоспі пастухом і різноробочим у будівельній бригаді. Нелегальне священиче служіння в Дрогобичі та навколишніх селах найчастіше здійснював уночі, після чого зранку йшов на  державну роботу.

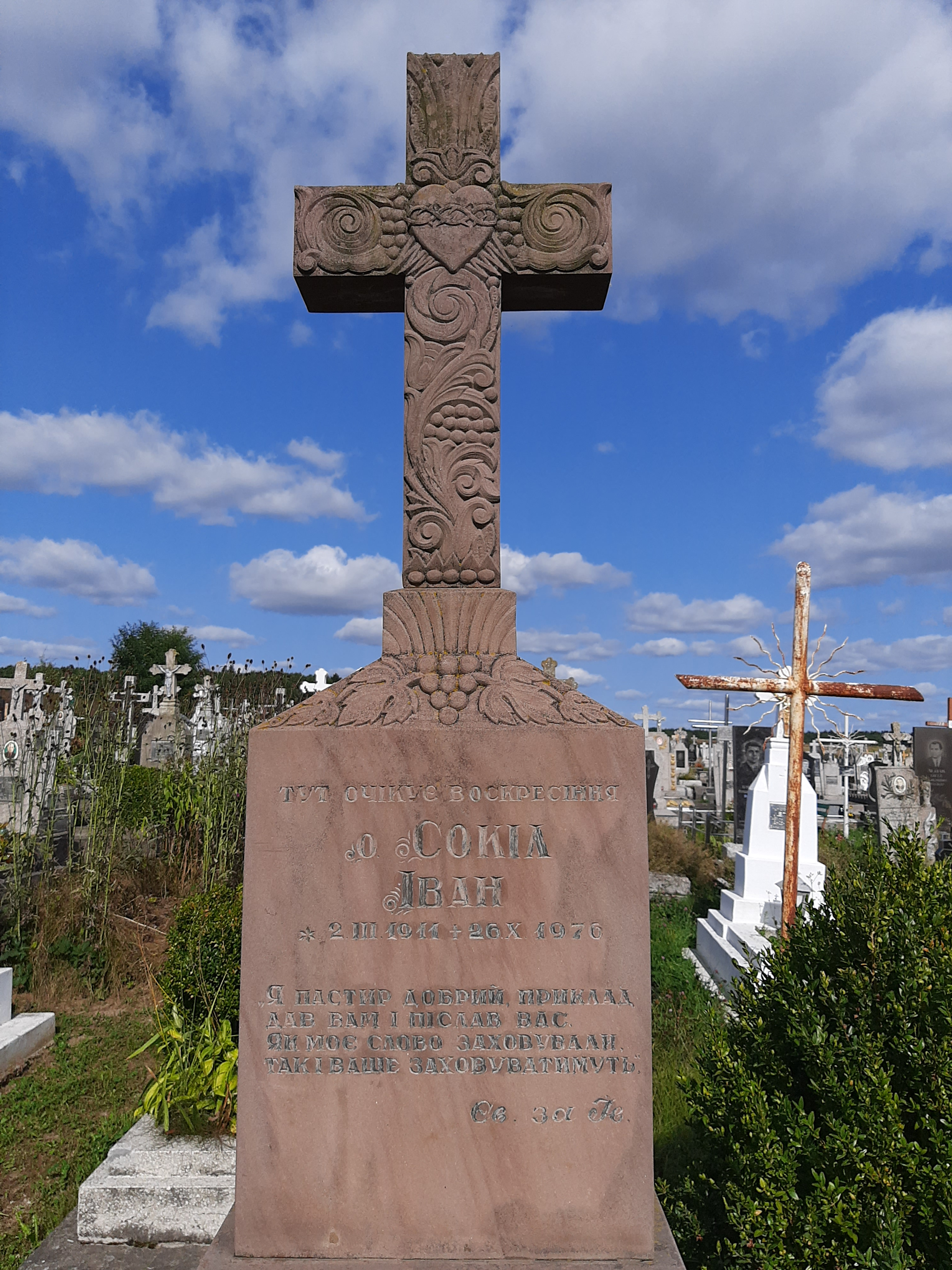
Пам'ятний хрест на могилі отця Івана Сокола (Снятинка)

Органи внутрішніх справ та КДБ стежили за підпільною священичою діяльністю отця Івана Сокола, здійснювали обшуки в його помешканні, конфісковуючи релігійну утвар. декілька разів був забраний просто зі Служби Божої. На допитах постійно переконували прийняти православ'я, однак він не погоджувався. Тоді піддавали тортурам. 
Неодноразово зазнавав обшуків з конфіскацією літургійних речей та літургійної літератури; перед кожним великим релігійним святом його ув'язнювали на 10 діб за хуліганство. Нескорений борець за права гнобленої Церкви, він, зібравши 5000 підписів, разом із Миколою Гуком з Нижніх Гаїв їздив у Верховну Раду УРСР у справі легалізації ГКЦ, за що 18 квітня 1974 року був заарештований прокуратурою Стрийського району Львівської області за ст. 138, ч. 2 КК УРСР. 14 червня 1974 року звільнений під підписку про невиїзд.

### Смерть
Помер у селі Снятинка в ніч на 26 жовтня 1976 року. Чин похорону звершив єпископ підпільної ГКЦ Йосафат Федорик. Похорон став своєрідною маніфестацією нескореної Церкви, бо, хоча всі дороги до Снятинки були перекриті і охоронялися міліцією, у ньому взяло участь кілька тисяч людей. 
Реабілітований 21 січня 1997 року прокуратурою Львівської області.

## Вшанування пам'яті

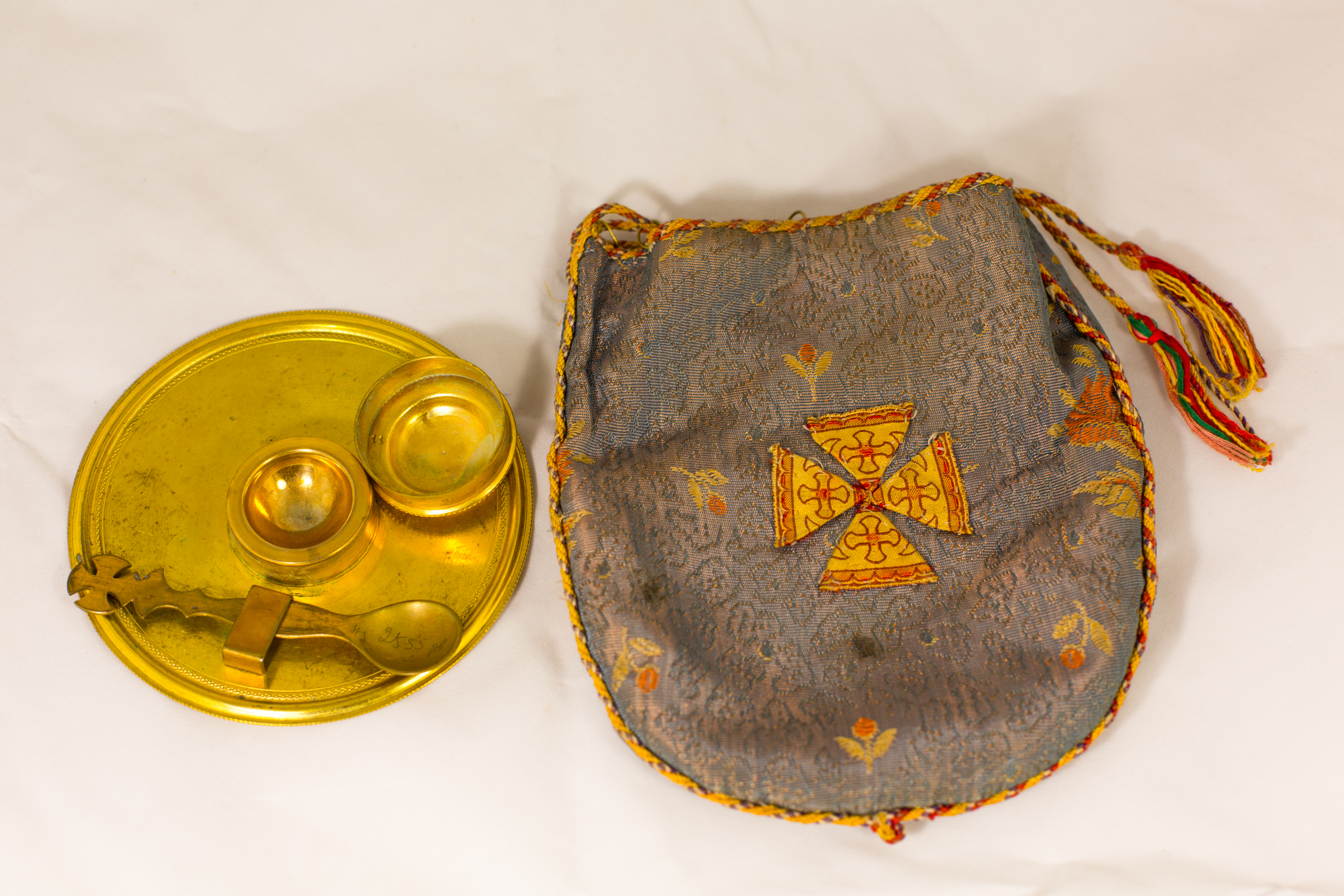
Дароносиця отця Івана Сокола

2008 року на виставці, присвяченій 200-літньому ювілею перенесення парафії Пресвятої Трійці в Дрогобичі з дерев'яного храму в мурований покармелітський монастир, були представлені предмети особистого та літургійного вжитку, що належали отцю Іванові Соколу, а зараз зберігаються у фондах музею «Дрогобиччина». Серед згаданих речей присутні дароносиця, рака, дискос, напрестольне розп’яття, друковані на ручній машинці та фотографовані богослужбові книги, образки, вишиті обруси та фотографія молодого хлопця з підписом на звороті «Іван Сокіл». 
Цікаво, що ці предмети передав музеєві працівник міської прокуратури через рік після смерті отця Івана. Їх зареєстрували в допоміжний фонд музею, упродовж багатьох років ними ніхто не цікавився.